# Miami Sol
De Miami Sol was een Amerikaanse basketbal-vrouwenploeg uit Miami, Florida die meedraait in de WNBA (Women's National Basketball Association). Het team werd opgericht in 2000 en bleef drie seizoenen spelen in de WNBA. Het team verdween na het seizoen 2002 van wegen financiële problemen.
Het team speelde in de American Airlines Arena.

## Bekende (oud)-spelers
- Marlies Askamp
- Jelena Baranova
- Sandy Brondello
- Katrina Colleton
- Debbie Black